# تجمع البو الرحل (تبن)

تعديل مصدري - تعديل

تجمع البو الرحل هي إحدى قرى عزلة الحوطة بمديرية تبن التابعة لمحافظة لحج، بلغ تعداد سكانها 135 نسمة حسب تعداد اليمن لعام 2004.